# Bembix rostrata
Espèce
Bembix rostrata, le Bembex à rostre, est une espèce d'hyménoptères de la famille des crabronidés.
Bembix rostrata est une espèce protégée de guêpe fouisseuse, aussi appelée guêpe de sable originaire d'Europe centrale. Le genre Bembix - dont B. rostrata est parmi les espèces les plus distinctives - possède plus de 340 espèces dans le monde entier et se trouve surtout dans les régions chaudes ouvertes, avec des sols sableux; Australie et Afrique ont une variété particulièrement riche en espèces.
Le comportement de B. rostrata a conduit le célèbre naturaliste Jean-Henri Fabre à mener des études approfondies de l'espèce.

## Description

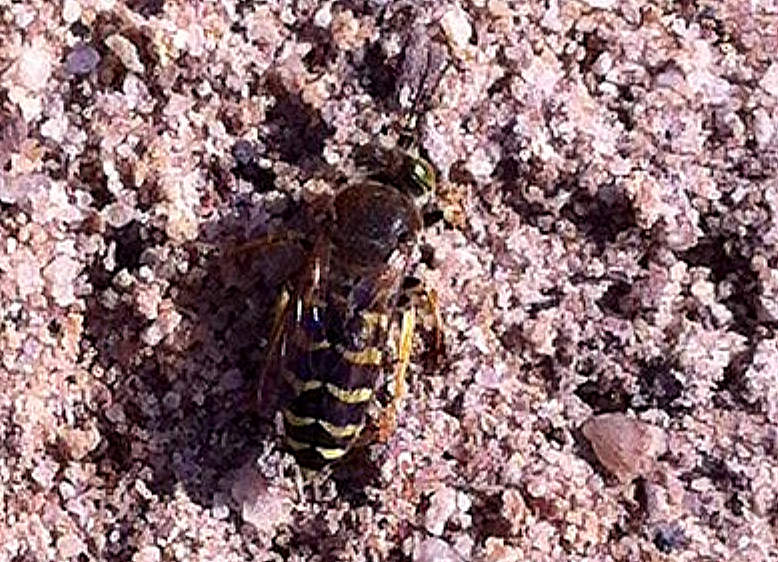

Avec sa taille de 15 à 25 mm, Bembix rostrata est une des plus grosses guêpes fouisseuses.
Son abdomen jaune vif rayé de noir (bandes jaunes des tergites nettement bisinuées, jointes ou séparées), ses yeux verdâtres, ses pattes jaunes, extrémités des mandibules noirâtres et tachées de noir à la base et le labre, prolongé en un bec étroit, sont des traits distinctifs.

## Répartition

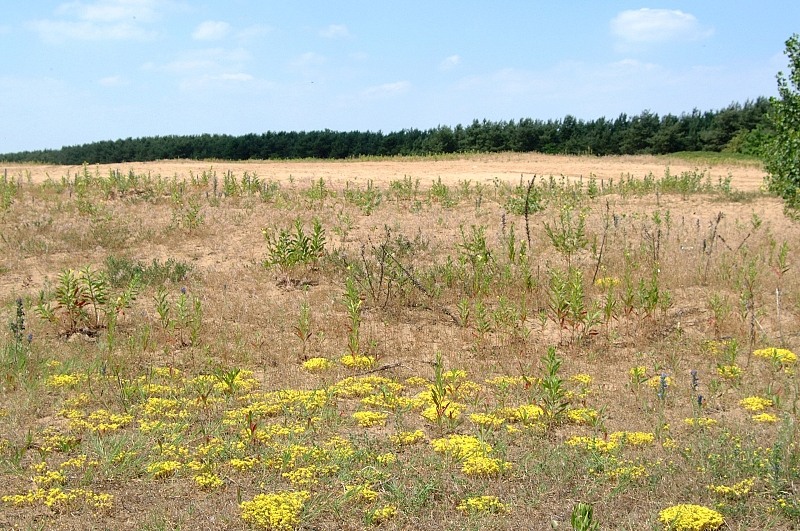
L'espèce affectionne les landes sablonneuses.

B. rostrata est présent en Europe de la Méditerranée centrale à l'Asie, et au nord jusqu'au Danemark et en Suède.
L'espèce est devenue rare en raison de la perte de grandes surfaces ouvertes de sable dans les zones chaudes, comme dans les dunes de sable du Fossé rhénan supérieur.
Elle est également l'hôte de plusieurs parasitoïdes des familles telles que Bombyliidae, Conopidae et Mutillidae. Une guêpe coucou qui se spécialise dans B. rostrata est Parnopes grandior.

## Comportement
B. rostrata est typiquement estivale (du 15 juin au 15 septembre) mais c'est entre le 15 juillet et le 15 août qu'on la croise le plus. Elle forme des colonies d'une dizaine à plusieurs centaines d'insectes, où les femelles construisent chacune un tube de 20 cm de long contenant une cellule de couvain unique. Celui-ci est approvisionné par des dizaines d'insectes, principalement des mouches de grande taille (Tabanidae, Syrphidae), qui fournissent à la larve de la nourriture pour ses deux semaines de développement vers le stade imago. La femelle referme soigneusement le tube nid après chaque nourrissage. En raison de cet intensif soin maternel, une femelle ne peut alimenter au maximum que 8 larves pendant la haute saison estivale. B. rostata est très fidèle à ses sites de nidification, souvent nichés dans les mêmes lieux d'année en année, même si ceux-ci changent au fil du temps et que des habitats alternatifs sont disponibles.
B. rostrata affiche un comportement distinctif en face de son nid, où elle creuse ses terriers par de rapides mouvements synchronisés de ses pattes antérieures. En outre, l'insecte peut tourner très rapidement autour de son axe, le battement de ses ailes ressemblant alors au bourdonnement d'un gyroscope.
L'espèce est particulièrement attirée par les fleurs de panicaut.